# Ofensiva del Vardar
La Ofensiva del Vardar (en búlgaro: Офанзива при Вардар) fue una operación militar de la Primera Guerra Mundial efectuada entre el 15 y el 29 de septiembre de 1918. Se llevó a cabo durante la etapa final de los combates librados en el frente balcánico.
El 15 de septiembre, una fuerza combinada de tropas serbias, francesas y griegas atacaron las trincheras búlgaras en Dobro Pole, por entonces situado en el reino de Serbia. El bombardeo precedente de la artillería y la ofensiva que siguió a este tuvieron efectos devastadores sobre la moral búlgara y causaron deserciones en masa en las unidades.
El 18 de septiembre, una segunda formación aliada asaltó las posiciones búlgaras en los alrededores del lago Doiran. Los búlgaros, empleando con habilidad el fuego de ametralladora y de artillería, consiguieron detener esta acometida. Sin embargo, el hundimiento del frente en Dobro Pole les obligó a retirarse de Doiran. Los Aliados persiguieron al 11.º Ejército alemán y al 1.er Ejército búlgaro al tiempo que penetraban más profundamente en la antigua Macedonia serbia. El 29 de septiembre, conquistaron el cuartel general enemigo, situado en Uskub, lo que amenazaba con desbaratar definitivamente los restos del 11.º Ejército alemán.
Al mismo tiempo, acaecía la Rebelión de Radomir, que obligó a Bulgaria a firmar el armisticio de Tesalónica y retirarse de la guerra. El tratado incluía la completa capitulación del 11.º Ejército; el número final de prisioneros alemanes y búlgaros fue de setenta y siete mil, y se entregaron a los Aliados quinientas piezas de artillería.
La rendición búlgara cambió el equilibrio estratégico y operacional de la guerra, que se volvió desfavorable a los Imperios Centrales. Los combates en el frente macedonio concluyeron a mediodía el 30 de septiembre, cuando entró en vigor el alto el fuego firmado por los contendientes.

## Antecedentes
El asesinato del heredero de la corona austrohúngara, el archiduque Francisco Fernando, el 28 de junio de 1914, precipitó la declaración de guerra de Austria-Hungría contra Serbia. El conflicto atrajo rápidamente a todas las potencias europeas y enfrentó a los Imperios Centrales con la coalición de la Entente, que devino la Primera Guerra Mundial.
Serbia fue derrotada durante el otoño de 1915 en la invasión del otoño, que determinó que Francia y el Reino Unido transfirieran tropas de la campaña de Galípoli a la Macedonia griega para tratar de auxiliar a su aliado. Pese a que la operación de socorro fracasó y no pudo impedir la ocupación del país por el enemigo, sirvió para establecer el frente de Macedonia, con el propósito de apoyar a los restos del ejército serbio a recobrar la Macedonia serbia.
El 17 de agosto de 1916, los búlgaros invadieron Grecia en la Ofensiva de Struma y ocuparon fácilmente todo el territorio griego al este del río homónimo debido a que el rey griego filogermano Constantino I ordenó a su ejército que no resistiese el avance búlgaro. La entrega del territorio que recientemente Grecia había ganado con dificultad en la segunda guerra de los Balcanes de 1913 fue el colmo para muchos seguidores del político liberal Eleftherios Venizelos. Con la ayuda de los Aliados, se puso en marcha un golpe de Estado mediante el que se apoderaron de Salónica y la mayor parte de la Macedonia griega, lo que desencanó el llamado «cisma nacional». En junio de 1917, los «venizelistas» se hicieron con el dominio de todo el país, declararon inmediatamente la guerra a los Imperios Centrales y se unieron al Ejército de Oriente, que operaba en el frente de los Balcanes. La entrada griega en la guerra, junto con las veinticuatro divisiones de refuerzo que el ejército de Salónica recibió en la primavera de aquel mismo año, dio ventaja estratégica a los Aliados.
El 30 de mayo de 1918, estos emprendieron una ofensiva contra la fortificada Skra, con lo que dio comienzo la batalla de Skra-di-Legen. Utilizando la cobertura de la artillería pesada, una fuerza combinada francesa y griega asaltó las trincheras enemigas y conquistó Skra y el sistema de fortificaciones que lo rodeaba. Las víctimas griegas ascendieron a 434-440 muertos en combate, 154-164 desaparecidos, y 1974-2220 heridos; por su parte, Francia perdió aproximadamente 150 hombres entre muertos y heridos. Un total de 1782 soldados de los Imperios Centrales fueron hechos prisioneros, incluyendo un pequeño número de ingenieros alemanes y especialistas de artillería que servían en unidades búlgaras; considerables cantidades de armamento también cayeron en manos de los Aliados. El ejército búlgaro no pudo contraatacar ya sus soldados se negaron a participar en la operación. Tanto los griegos como la prensa francesa aprovecharon la oportunidad para exaltar el esfuerzo del ejército heleno, lo que favoreció la movilización griega. La caída de Skra llevó al primer ministro de Bulgaria, Vasil Radoslavov, a renunciar el 21 de junio de 1918. Aleksandar Malinov, que asumió el cargo inmediatamente después, entabló negociaciones secretas con Gran Bretaña, ofreciendo la salida de Bulgaria de la guerra con tal de que el país conservara el este de Macedonia. Sin embargo, el primer ministro británico, David Lloyd George, rechazó la propuesta, asegurando al embajador griego en Londres, Ioannis Gennadius, que el Reino Unido no perjudicaría los intereses griegos.
A finales de julio de 1918, el jefe del Ejército búlgaro, Nikola Zhekov, envió al mariscal de campo alemán Paul von Hindenburg un mensaje sobre un rumor de una ofensiva aliada en el que explicaba en detalle la incapacidad búlgara para defender adecuadamente el frente del Vardar. Zhekov pidió que Alemania reforzara inmediatamente el frente de los Balcanes, dando a entender que Austria-Hungría también tendría que reforzar sus posiciones en Albania. El 17 de agosto, Von Hindenburg se comprometió a proporcionar ayuda a Bulgaria en cuanto la situación en los demás frentes lo permitiera. La renuncia de Von Hindenburg a socorrer enseguida a Bulgaria también se plasmó en la retirada a principios de septiembre del último batallón de cazadores destinado en Macedonia, que regresó a Alemania.
Los búlgaros, utilizando la información de los prisioneros de guerra búlgaros que habían logrado huir de su cautiverio, determinaron que las fuerzas de los Aliados se emplearían en ofensivas al oeste del lago Ohrid, Monastir, Dobro Pole o Human. El 27 de agosto, la 2.ª y 3.ª divisiones búlgaras, estacionadas en Dobro Pole, recibieron la orden de aprestarse urgentemente para un inminente embate enemigo, debido a los indicios de que sufrirían un asalto frontal contra sus posiciones, acompañado de otro secundario a Human. El 7 de septiembre, se reforzó Dobro Pole con una compañía de ametralladoras, seis batallones y diez obuses pesados. El jefe del Grupo de Ejércitos Scholtz, general Friedrich von Scholtz, declaró que las medidas defensivas que se habían tomado debían bastar para repeler la esperada acometida enemiga. Sin embargo, Von Scholtz no había tenido en cuenta el relevo del jefe del Ejército búlgaro, Nikola Zhekov, por Gueorgui Todorov. La insubordinación generalizada y las deserciones hicieron que las tropas búlgaras se negaran a participar en las obras de fortificación de la línea; las escasas raciones y la fatiga contribuían a mermar el ánimo de los soldados.
Un día antes del principio de la ofensiva de los Aliados, el general francés Louis Franchet d’Espèrey expuso el plan final de la operación. La primera fase consistía en un ataque combinado franco-serbio contra las posiciones de la 2.ª y 3.ª divisiones búlgaras, que se esperaba que quebrase la primera línea del frente en el área de Dobro Pole, y que pondría en peligro las líneas de suministro búlgaras del río Vardar. El Dobro Pole (1875 m) era un pico que dominaba la región, proporcionando excelentes puntos de observación para los defensores. Estaba rodeado por un sistema intrincado de trincheras que, en combinación con lo abrupto del terreno, hacían el lugar intransitable para el transporte motorizado. Aun así, el monte era más bajo y menos escarpado que las montañas de otras partes del frente, que alcanzaban los dos mil metros de altura.

Posiciones de las unidades de los Imperios centrales en el frente de Macedonia el 15 de septiembre de 1918.

Al tiempo que se verificaba el embate contra las posiciones del Dobro Pole, una segunda fuerza combinada anglo-franco-griega atacaría al 1.er Ejército búlgaro entre el río Vardar y el lago Doiran para evitar que se estableciesen nuevas posiciones defensivas en esta zona. El avance inicial permitiría al Ejército de Oriente avanzar con el apoyo otras unidades hacia Prilep, Disma y Borran. Mientras tanto, una fuerza anglo-griega asaltaría el monte Belasica y ocuparía el puerto de Rupel. El sector de Doiran ya había sido sometido previamente a dos grandes ofensivas aliadas, conocidas como la primera batalla de Doiran (agosto de 1916) y la segunda batalla de Doiran (abril y mayo de 1917). Estas dos ofensivas acabaron con sendas victorias búlgaras que habían obligado a los Aliados a limitar sus operaciones posteriores a las pequeñas incursiones y escaramuzas. 
Entre 1916 y julio de 1918, las defensas búlgaras alrededor del lago Doiran se remozaron, bajo la supervisión personal del general Vladimir Vazov. El sector se dividió en dos zonas de defensa de quince kilómetros, protegidos por la División de Montaña búlgara y la 9.ª División de Infantería, respectivamente. Bulgaria estableció posiciones avanzadas a dos kilómetros de las trincheras enemigas y reforzó las defensas de las montañas principales de la región, Dub y Kala Gleva. Al igual que en Dobro Pole, las defensas consistían en una serie de trincheras que se apoyaban mutuamente, dotadas de puntos de observación, nidos de ametralladoras y piezas de artillería.
D'Espèrey había previsto que el Ejército de Oriente ocupara primero las localidades de Demir Hisar, Rupel, Petrici, Blagusa, Gradec, Štip y Belessa, para acabar la maniobra con la conquista de Skopie. Las unidades estacionadas en Katsania y Tetovo impedirían un ataque búlgaro al flanco aliado, mientras que el grueso de sus fuerzas ensancharía la brecha inicial en Štip y Prilep. En caso de hundimiento del frente entre Dobro Pole y Tzena, el 1.er Ejército búlgaro y el 11.er Ejército alemán bien serían aniquilados o bien, si los Aliados gozaban de menos suerte, se replegarían ordenadamente para tratar de crear una nueva línea defensiva a los lago del río Crna. Para evitarlo, se emprendería un ataque relámpago hacia Gradsko y Visoka, que debía cortar la retirada del enemigo.

### El agotamiento de Bulgaria
Insatisfecha con sus aliados desde la conclusión de la Paz de Bucarest entre la derrotada Rumanía y los Imperios Centrales, Bulgaria estaba además agotada después de tres años de conflicto. El ánimo del ejército búlgaro estaba muy mermado y los soldados, mayoritariamente campesinos, estaban mal alimentados, mal equipados y no podían soportar la guerra de posiciones.
Los soldados simplemente carecían ya de voluntad para resistir la acometida de las tropas enemigas, lo que permitió que estas abriesen brecha en el frente a mediados de septiembre de 1918.

## La ofensiva

### Estudio estratégico del terreno
La región en la que se llevó a cabo la ofensiva tiene dos zonas claramente diferentes, separadas por la sierra de Belasica. Al oeste, el terreno es montañoso y ofrece dos pasos estrechos para penetrar en el valle del Vardar y el meandro del Crna, separados por el monte Moglena. Estas zonas contaban con recias fortificaciones búlgaras. Sin embargo, las comunicaciones eran poco frecuentes y el paso de tropas de una zona a la otra era arduo; los Aliados sí podían hacer con facilidad este movimiento, desplazándose a lo largo de la frontera griega.
A lo largo del valle de Vardar hay núcleos, como Gradsko y Uskub, cuyo control permitía cortar las comunicaciones entre las fuerzas alemanas y búlgaras del oeste (alrededor de Ohrid) con las del este (dispuestas en torno de Gevgelija). Pero remontar directamente el valle del Vardar y el río Crna era peligroso: las defensas eran muy completas y los pasos como las gargantas de Demir Kapiya eran difíciles de atravesar.
Después de la batalla de Dobro Pole, Franchey D'Espèrey prosiguió con la ofensiva, tratando de alcanzar los núcleos de comunicaciones del valle del Vardar evitando las defensas del valle, avanzando por la montaña. Al hacerlo, dividió al ejército combinado búlgaro-alemán en dos: separó al 11.er Ejército alemán del 1.er Ejército búlgaro.

### La batalla de Dobro Pole
A las 8:00 a. m. del 14 de septiembre de 1918, las fuerzas aliadas comenzaron un bombardeo de artillería con quinientos sesenta y seis cañones contra las posiciones enemigas. Sus aviones también las bombardearon y atacaron una columna de doscientos cincuenta camiones que se desplazaban hacia Kozjak. El mismo día, Von Scholtz envió un telegrama a Von Hindenburg que rezaba:

[...] todas las indicaciones señalan que la ofensiva enemiga se centrará en el 11.er Ejército a ambos lados del Vardar, y en Dobro Pole[...]

El alto mando búlgaro no trató de realizar un ataque preventivo puesto que carecía de los vehículos y animales de carga necesarios. El bombardeo no causó un número significativo de víctimas, pero afectó gravemente a la moral búlgara. Por la noche del 14 al 15 de septiembre, las patrullas francesas y serbias constataron que el fuego de artillería había producido daños suficientes al alambre de espino que separaba las trincheras de los dos bandos para abordar el avance de la infantería.
A las 5:30 a. m. del 15 de septiembre, la 122.ª División y la 17.ª División colonial francesas atacaron Sokol, Dobro Pole, Kravitski Kamene y Kravitsa, mientras que la División Shumadia serbia hizo lo propio contra Kamene y Veternik. Las divisiones griegas 3.ª, 4.ª y Archipiélago, al mando de Panagiotis Gargalidis, actuaron como enlace entre las tropas serbias y francesas, sin entrar en combate. La ofensiva causó inmediatamente una oleada de deserciones en masa en las unidades búlgaras; los escuadrones de soldados de infantería y de artillería restantes no fueron capaces de mantener sus posiciones. Durante el transcurso de la batalla, la 122.ª División se dividió en dos grupos y sufrió copiosas bajas. El grupo de la izquierda consiguió alcanzar una posición situada a cincuenta metros de Sokol a las 6:30 de la mañana y tomar el pico al final del día. A las 16:00, el grupo de la derecha capturó el Dobro Pole tras escalar unos doscientos metros de terreno empinado. La 17.ª División tomó Kravitsa a las 7:00.
Dos regimientos de franceses y griegos intentaron asaltar Zborsko, pero su embate fue repelido; había focos de resistencia entre los arroyos de Sousnitsa y Bigrut que facilitaron su defensa. A continuación, las unidades griegas se centraron en conquistar Sousnitsa; su caída creó una brecha en la retaguardia búlgara que suscitó la retirada de las unidades de la zona. Mediante ataques dispersos para confundir al enemigo, los soldados de la División Shumadia se apoderaron de Veternik, Kamene y la parte occidental de la sierra próxima a esta, aunque con considerable dificultad. Soldados de la misma unidad flanquearon con éxito Kravitski Kamene al tiempo que la 17.ª División llevaba a cabo un asalto frontal al lugar. A las 16:00, la arremetida del 1.er Ejército serbio contra el Sokol fracasó; un nuevo asalto realizado esa misma noche concluyó con la toma del pico. Después se ordenó a las dos divisiones francesas que permaneciesen en sus posiciones mientras las divisiones serbias Timok y Yugoslavia avanzaban. Al acabar el día, Bulgaria había perdido aproximadamente el 40 %-50 % de los 12 000 soldados que participaron en la batalla —3000 prisioneros y 2689 muertos— y 50 de las 158 piezas de artillería con que contaba al principio de la batalla. Las bajas aliadas ascendieron a 1700 franceses y 200 serbios muertos en combate.

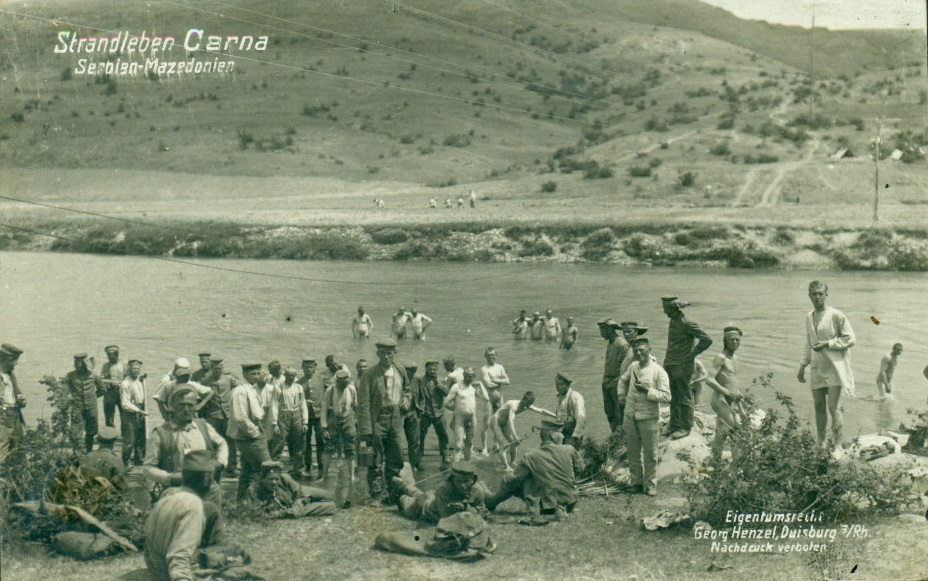
Soldados alemanes bañándose en el río Crna, 1918.

Durante la mañana del 16 de septiembre, los serbios tomaron la sierra de Kozjak y el pico Golo Bilo. Se unió a ellos el 35.º Regimiento griego, que cruzó el río Poroi y después marchó hacia Topolets. A las 11:00, unidades francesas y griegas irrumpieron en Zborsko por segunda vez y se encontraron con artillería pesada y fuego de ametralladora. El asalto fue rechazado y causó la pérdida de 158 griegos y otros tantos franceses aproximadamente; se abandonaron los intentos de conquistar esta posición. El 1.er Ejército serbio, al mando de Živojin Míšyć, y el Ejército de Oriente emprendieron un ataque nocturno en la zona fortificada de Gradešnica y la conquistaron. La 1.ª División avanzó a lo largo de río Poroi, al norte de Brahovo, junto con la División Timok. Por la noche, la brecha abierta en la primera línea búlgara tenía veinticinco kilómetros de ancho y siete de profundidad. El mando aliado ordenó a las fuerzas aéreas que bombardeasen todos los puentes sobre el río Vardar.
A las 4:00 del 17 de septiembre, contingentes de la 1.ª División griega se dirigieron hacia el monte Preslap, donde había una posición clave de artillería búlgara. Los griegos descendieron rápidamente el Golo Bilo y después empezaron a escalar a mano los acantilados de Preslap. La guarnición de Preslap abandonó sus posiciones y se retiró hacia el este. Después de haber perdido su cobertura de artillería, las fuerzas de Zborsko también se unieron a la retirada. La División Timok conquistó Topolets y avanzó hacia Studena Voda y Preslap, mientras que la División Morava y la División Yugoslavia entraban en Koutskov Kamene. A la vez, las divisiones Drina y Danubio ocuparon Gradešnica y los picos de Poltsista y Besistsa, antes de detenerse en Melinitsa.
El 18 de septiembre, la 11.ª División colonial francesa y el 6.º Regimiento griego ocuparon los pueblos de Zovik, Staravina y Cebren y se acercaron al puente del monasterio de Cebren sobre el río Crna. Un ataque aéreo aliado destruyó otros puentes al norte de Razim Bey. Las fuerzas búlgaras no pudieron frenar la ofensiva enemiga y tuvieron que dejar tras de sí numerosos heridos y abundante armamento. Hacia el final del día, las tropas aliadas habían avanzado quince kilómetros y se habían apoderado de puntos estratégicos que les sirvieron de base para continuar avanzando por la Macedonia serbia.

### La batalla de Doiran
El 16 de septiembre, los Aliados comenzaron a batir con doscientos treinta y dos cañones y veinticuatro obuses las posiciones búlgaras entre el río Vardar y el lago Doiran. Los búlgaros respondieron con la misma intensidad y el duelo de artillería continuó durante los dos días siguientes. En la noche del 17 al 18 de septiembre, se lanzaron proyectiles de gas sobre las defensas búlgaras, pero el ataque apenas tuvo consecuencias debido a que los búlgaros contaban con nuevas máscaras antigás y habían sido debidamente adiestrados sobre los ataques con gas.
A las 5:00 del 18 de septiembre, el XII Cuerpo británico realizó un movimiento de pinza contra la 9.ª División búlgara, mientras que la División Serres griega y la 83.ª Brigada británica acometían las trincheras búlgaras al oeste, en las que hicieron numerosos prisioneros. La División Creta y la 28.ª División británica avanzaron en dirección nordeste entre el lago y Belasica, tras quebrar las defensas búlgaras. La 26.ª División británica tomó una serie puestos avanzados búlgaros, pero pronto tuvo que retroceder y abandonar el terreno conquistado acosada por la artillería pesada y los contraataques búlgaros. A las 7:20 la División Serres por fin pudo ganar algo de terreno en los flancos del enemigo, pero a costa de abundantes bajas y de quedar casi detenida. Mientras tanto, la 22.ª División británica superó dos líneas de trincheras en el centro de la línea búlgara; el fuego concentrado de artillería y de ametralladoras de la 3.ª Brigada búlgara expulsó de estas a los británicos y al final del día todas las unidades aliadas habían tenido que volver a sus posiciones iniciales; la 67.ª Brigada británica había perdido el 65 % de sus soldados en los infructuosos combates del día.
Los Aliados reanudaron los ataques a las 4:00 del 19 de septiembre, después de una noche de intensos bombardeos. En la operación participaron la 65.ª y 77.ª brigadas británicas, el 2.º Regimiento de zuavos francés, y las divisiones 14.ª y Serres griegas. Después de cinco horas de denodada lucha, los Aliados tomaron la ciudad de Doiran, la montaña de Kala Tepe y la colina de Teton, mientras que la cresta de Pip y el monte Dub permanecieron en poder de los búlgaros.
El alto mando aliado carecía de reservas para continuar la acometida en el sector de Doiran. En los combates librados hasta entonces en él, Bulgaria había sufrido 518 muertos, 998 heridos y 1210 prisioneros. Las víctimas griegas ascendieron a 503 muertos, 2286 heridos y 615 desaparecidos, mientras que las británicas fueron 3871, entre muertos y heridos.

### Operaciones posteriores
El 20 de septiembre, las divisiones coloniales francesas 17.ª y 122.ª y el 1.er Ejército Serbio cruzaron el río Crna. La noticia de que se había producido un gran avance enemigo en Dobro Pole llevó a los defensores de Doiran a abandonar sus posiciones y acudir a la defensa de su tierra natal, para evitar la ocupación aliada.

Avance de las fuerzas aliadas en la ofensiva del Vardar, 1918.

El 21 de septiembre, los Aliados se dieron cuenta de la retirada del enemigo al observar una serie de incendios y explosiones de municiones en las posiciones búlgaras; el XII Cuerpo británico emprendió enseguida su persecución. La vanguardia serbia se acercó a Krivolak, abriendo así una brecha entre el 1.er Ejército búlgaro y el 11.erEjército alemán y tratando de empujar a este hacia Albania. El 2.º Ejército búlgaro se dirigió hacia el puerto de Kosturino para evitar enfrentarse al enemigo.
A las 17:30 del 22 de septiembre, la 35.ª División italiana, al mando del general Ernesto Mombelli, se unió a la ofensiva y ocupó el cerro 1050, bastión de la 302.ª División alemana, capturando ciento cincuenta prisioneros. Se produjeron combates en Kanatlarci y a lo largo de la carretera de Monastir-Prilep, en Cepik, Kalabak y Topolčani, según los Aliados avanzaban hacia Prilep.
A las 14:00 del 23 de septiembre, el general D'Espèrey anunció que iba a cambiar el plan inicial de la operación: los italianos recibieron la orden de atacar Kičevo con el objetivo de evitar que las fuerzas enemigas estacionadas en Monastir llegaran al nudo ferroviario de Uskub; por su parte, la 11.ª División colonial francesa se encargaría de apoderarse de Prilep. Media hora más tarde, los franceses entraron en esta; al este, las columnas francesas y serbias marcharon hacia Štip, Veles, Brod y atravesaron la sierra de Peristeri.

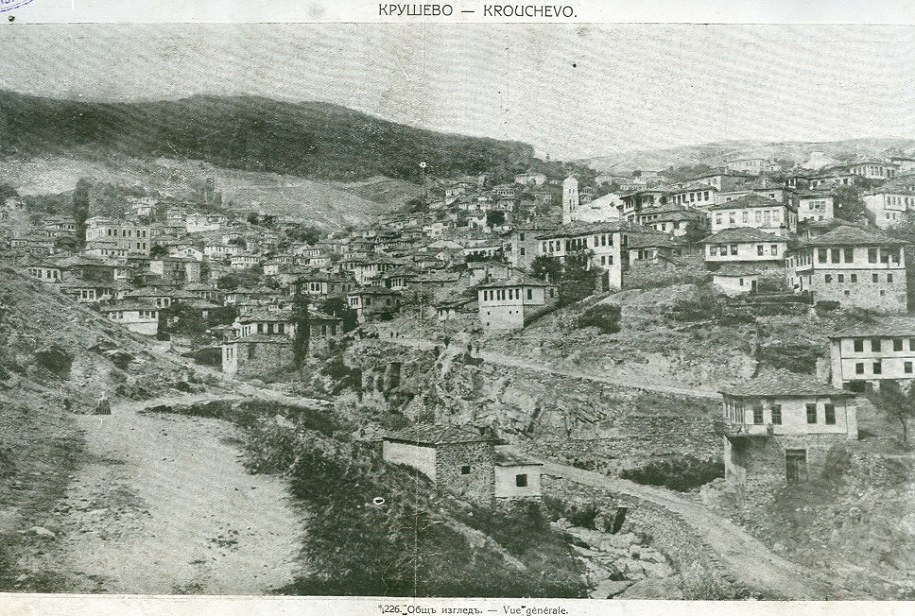
Fotografía antigua de Kruševo.

El 24, la infantería búlgara, con apoyo de la artillería, detuvo a la caballería italiana entre Kruševo y el puente de Buchin. A las cinco de la tarde, un ataque conjunto italo-serbio se adueñó de Stepanci. El 25 de septiembre, la Brigada Sicilia conquistó Kruševo y los picos de los alrededores después de haber sido reforzada por la 11.ª División colonial francesa. El alto mando de los Imperios centrales escogió Uskub como punto de reunión de sus fuerzas en Macedonia, con la intención de reforzarlas posteriormente con unidades procedentes de Alemania y Austria-Hungría. Las divisiones francesas 30.ª y 156.ª ocuparon Prevaletz y Drvenik, respectivamente. Durante el mismo día, un grupo de desertores búlgaros que había huido previamente de Dobro Polo llegó a Kyustendil, saqueó la ciudad y puso en fuga al alto mando búlgaro. Posteriormente, la multitud de amotinados búlgaros en retirada se concentraron a la estación de ferrocarril de Radomir, a unos cincuenta kilómetros de la capital búlgara, Sofía.
Por la tarde del 26 de septiembre, la caballería italiana arrebató Goloznica a una unidad de infantería sajona; después entró en Drenovo y recibió la noticia de que los búlgaros habían evacuado Veles. 
El 27 de septiembre, los dirigentes de la Unión Nacional Agraria Búlgara tomaron el control de las tropas amotinadas y proclamaron el establecimiento de la república de Bulgaria. El día siguiente, alrededor de cuatro o cinco mil soldados rebeldes amenazaron Sofía en los que denominó «rebelión de Radomir».
Después de haber tomado Štip, el 2.º Ejército serbio entró en Veles, Kochana y Grlena. Uskub estaba protegida por una guarnición de seis batallones y medio, cuatro trenes blindados y cuatro baterías de artillería situados entre una cadena montañosa al sur de la ciudad y una posición al norte del lago Kaplan. Durante la noche del 27 al 28 de septiembre, el 1.er y el 4.º regimientos coloniales franceses pasaron por Drachevo y Pagaruza, colándose entre los centinelas colocados en el espacio de veinte kilómetros que separaba a las dos formaciones búlgaras que protegían Uskub.
A las 4:00 del 29 de septiembre, el general francés Jouinot-Gambetta expuso el plan para la etapa final de la ofensiva, el ataque a Uskub. El asalto principió una hora más tarde; los cipayos franceses aprovecharon la niebla espesa para avanzar por el monte Vodna; tuvieron que reagruparse al encontrar una enconada resistencia. Un movimiento de pinza del 1.er Regimiento colonial francés creó una cabeza de puente en el Vardar, mientras que el 4.º Regimiento colonial tomaba el pueblo Lisici. A las 9:00, los cipayos alcanzaron Vodna y se dirigieron a la carretera de Kalkandelen. El 1.er Regimiento colonial se unió a los cipayos, atacó con sus ametralladoras a la retaguardia del LXI Cuerpo alemán y le infligió abundantes bajas. A las 11:00, los franceses entraron en Uskub, donde prendieron a 220 soldados búlgaros y 139 alemanes, 5 cañones y grandes cantidades de munición.

## Consecuencias

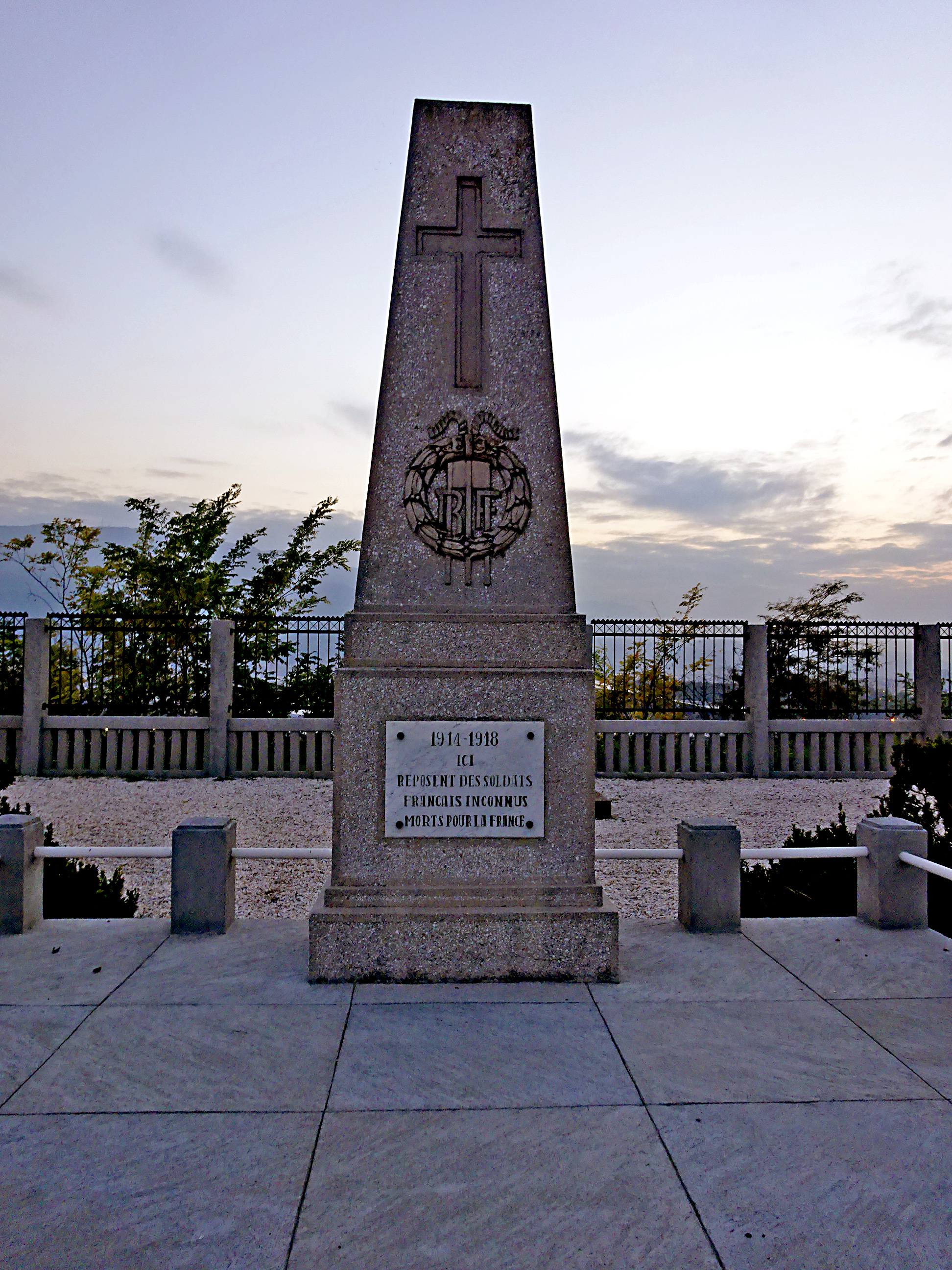
Cementerio militar francés en Skopie.

En estas circunstancias caóticas, una delegación búlgara llegó a Salónica para solicitar el armisticio. El 29 de septiembre, el general D'Espèrey concedió a los búlgaros el Armisticio de Tesalónica. La rendición de Bulgaria perjudicó la situación estratégica de los Imperios Centrales. Los combates en el frente macedonio terminaron a mediodía del 30 de septiembre, cuando entró en vigor el alto el fuego pactado. El tratado incluía la completa capitulación del 11.er Ejército alemán; los Aliados hicieron setenta y siete mil prisioneros entre búlgaros y alemanes y capturaron quinientos cañones. La rebelión de Radomir fue sofocada por las fuerzas búlgaras a partir del 2 de octubre y el zar Fernando abdicó y se exilió al día siguiente.
El ejército británico se dirigió al este, hacia la parte europea del Imperio otomano, mientras que las fuerzas francesas y serbias continuaron hacia el norte. El primero se acercaba a Constantinopla; sin fuerzas capaces de parar su marcha, el Gobierno otomano pidió el armisticio el 26 de octubre. 
En Serbia, «Desesperate Frankie» (como los británicos denominaban a D'Espèrey) continuó avanzando y los ejércitos serbio y francés liberaron todo el país, derrotando a varias débiles divisiones alemanas que intentaron bloquear su avance cerca de Niš.
El 3 de noviembre, Austria-Hungría se vio obligada a firmar un armisticio en el frente italiano (Armisticio de Padua), con lo que también se puso fin a la guerra en ese sector. El 10 de noviembre, el ejército de D'Espèrey cruzó el río Danubio y se preparó para penetrar en Hungría. A petición del general francés, el conde Mihály Károlyi, que presidía el Gobierno húngaro, acudió a Belgrado y firmó otro armisticio, el de Belgrado.